# Tan Taigi
Tan Taigi (1709-1771) fue un poeta japonés de haikai del periodo Edo. Junto con Yosa Buson y otros poetas que formaron la escuela Sankasha, contribuyó a revitalizar la herencia de Matsuo Bashō y el retorno a las formas más serias del haikai. Editó importantes antologías como Veinte kasen de Kyoto (1766). De carácter excéntrico, fue un poeta itinerante, cambiando continuamente de residencia y de estilo, aunque muy admirado por sus contemporáneos.